# Carlota Prendes
Carlota Prendes Larios (Cartagena, 31 de marzo de 2001) es una luchadora española de varios estilos de artes marciales como jūjutsu y Grappling, la cual es ganadora de varios títulos nacionales e internacionales desde muy temprana edad, como la medalla de oro en Europa de jiu-jitsu brasileño en 2020 y la medalla de bronce en el Mundial de jiu-jitsu brasileño de 2021, en la modalidad de menos de 49 kilos, disputado en Abu Dabi.

## Biografía deportiva

### Inicios
Comenzó su carrera deportiva desde muy temprana edad, cuando se inscribió con 6 años a clases de Judo que se impartían en el Pabellón Central de Cartagena. Tras descubrir los distintos sistemas de lucha cuerpo a cuerpo existentes derivados del Jūjutsu Koryū budō japonés, continuó especializándose y practicando todos estos tipos de artes marciales, como el Jūjutsu clásico, Jiu-jitsu brasileño, sambo, judo y Grappling. Su primer título en este tipo de artes marciales fue el primer premio en el VII Open Jujutsu del Interclubes en Pilar de la Horadada, dando éste comienzo a un prematuro y numeroso historial competitivo.

### Primeras competiciones nacionales y continentales 2018-2019
Durante su estancia en Cartagena, siendo menor de edad, llevó a cabo su formación deportiva en el gimnasio Apolo, donde formaba parte del equipo de Mathias Ribeiro. En el año 2018, participó en el torneo europeo de Jiu-jitsu brasileño que tuvo lugar en Lisboa - Portugal; haciéndolo en la categoría Junior Blanco, donde ganó la medalla de plata con 17 años. De la misma manera, en el campeonato nacional de Grappling que se llevó a cabo en Sagunto - Valencia en el año 2019, también ganaría el primer puesto en las modalidades Junior de menos 52 y 64 kilos, perteneciendo ella a categorías inferiores al contar con un peso de 48 kilos.

### Paso a competiciones en modalidad de adultos 2020 – 2023
Su paso a la más alta categoría entre los luchadores de artes marciales no se haría esperar, ya que volvió a participar en el torneo europeo de Jiu-jitsu brasileño de febrero de 2020, cuya edición tuvo lugar esta vez en Lisboa – Portugal. En esta ocasión lo haría en la categoría de adulto al haber cumplido los 18 años, aunque a pesar de su corta edad y su bajo peso, terminó el campeonato con la medalla de oro, erigiéndose como la mejor luchadora de Jiu-jitsu del continente en su cinturón y una de las mejores luchadoras de artes marciales del mundo. También en ese mismo año, fue ganadora de un bronce de la modalidad Sambo, en la categoría senior femenino de 48kg.
Desde el 2020 decidió mudarse a Madrid, donde es estudiante de Ciencias de la Actividad Física y el Deporte en la Universidad Politécnica, además de continuar con su entrenamiento y con el perfeccionamiento de su estilo de lucha dentro del equipo de Mathias Ribeiro.
El 17 de noviembre de 2021, logra la medalla de bronce en el Mundial de jiu-jitsu brasileño de 2021, en la modalidad de menos de 49 kilos, disputado en Abu Dabi, capital de los Emiratos Árabes Unidos. La cartagenera ganaría cuatro de los cinco combates que disputa en un campeonato al que estuvo cerca de no ir por falta de financiación.
En febrero de 2023 obtuvo el primer puesto Campeonato de España de grappling y Grappling-Gi celebrado por la Federación Española de Lucha en Onda, así como el bronce en el Campeonato de Europa que se celebró del 10 al 13 de marzo en Bucarest.

## Competiciones
| Año  | Competición                           | Categoría                     | Sede                 | Puesto              |
| ---- | ------------------------------------- | ----------------------------- | -------------------- | ------------------- |
| 2018 | Open Jūjutsu VII Interclubes - Junior | Jiu-Jitsu brasileño           | Pilar de la Horadada | 1º [cita requerida] |
| 2018 | Campeonato europeo                    | Jiu-Jitsu brasileño - Junior  | Lisboa               | 02 ! [ 8 ]          |
| 2019 | Campeonato de España                  | Grappling - Junior            | Sagunto              | 01 ! [ 9 ]          |
| 2019 | Campeonato de España                  | Grappling con Kimono - Junior | Sagunto              | Medalla de oro      |
| 2020 | Campeonato europeo                    | Jiu-Jitsu brasileño - Adulto  | Valencia             | 01 ! [ 10 ]         |
| 2021 | Campeonato de España                  | Grappling - Junior            | Alicante             | 01 ! [ 9 ]          |
| 2021 | Campeonato de España                  | Grappling - Adulto            | Alicante             | Medalla de bronce   |
| 2021 | Mundial Jiu-Jitsu                     | Jiu-Jitsu brasileño - Adulto  | Abu Dabi             | 03 ! [ 11 ]         |
| 2022 | Mundial de lucha de artes marciales   | Grappling                     | Pontevedra           | 03 ! [ 12 ]         |
| 2023 | Campeonato de España                  | Grappling                     | Onda                 | 01 ! [ 9 ]          |
| 2023 | Campeonato de España                  | Grappling con Kimono          | Onda                 | Medalla de oro      |
| 2023 | Campeonato europeo                    | Grappling                     | Bucarest             | 03 ! [ 13 ]         |

## Apariciones públicas
| Entrevistas | Entrevistas     | Entrevistas         | Entrevistas |
| Año         | Título          | Cadena              |             |
| ----------- | --------------- | ------------------- | ----------- |
| 2020        | Vodafone yu     | Europa FM           |             |
| 2020        | La Resistencia  | #0                  |             |
| 2020        | Diario LaVerdad | LaVerdad            |             |
| 2021        | Hawara Sport    | Directo por YouTube |             |